# 孙道临

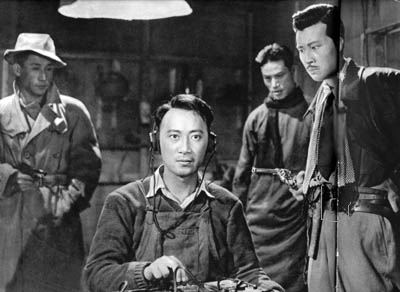
電影《永不消逝的电波》劇照，中间的是孙道临饰演的男主角李侠

孙道临（1921年12月18日—2007年12月28日），原名孙以亮，男，祖籍浙江嘉善，生于北京，居住于上海。中国大陆演员、配音演员、导演、朗诵家。

## 生平
1921年12月18日（农历十一月二十），孙以亮出生于北京惜薪司（今西安门大街南侧的一条胡同，现已不存）附近的一个四合院中，其父孙文耀（1889～1949，字仲蔚）是嘉善魏塘镇人，1908年与同在震旦学院就读的鄞县人翁文灝、胡文耀（此三人并称“震旦三文”）同时考中浙江省官费留学比利时的名额，进入鲁汶天主教大学，1913年毕业后进入长辛店铁路机厂任工程师，后成为该厂第一位中国厂长，数年后调任北洋政府交通部路政司考工科科长、技正，主管当时中国铁路的设计、土建、机车、机电等建设事宜。幼年时期的孙以亮曾与父亲同住在北京西山，后来进入英国教会开办的崇德中学附属小学，五年级开始学习英语并一度与黄宗江同班，中学则在崇德中学就读。
1938年考入燕京大学哲学系，受同学黄宗江的影响，在校期间参加了燕京剧社，出演了《雷雨》、《生死恋》等剧，也曾用笔名“孙羽”发表过小说。1941年太平洋战争爆发后，燕京大学及其剧社被迫关闭，孙以亮也因在校演出有抗日色彩的话剧而被日本宪兵拘捕，并一度与当时任教于燕大的侯仁之关押在同一牢房，不久即被释放，但被禁止离开北平，后一度在郊外牧羊。1943年，他先后在中国旅行剧团、上海国华剧社、北平南北剧社等做职业话剧演员，其间开始使用“孙道临”这一艺名。抗战胜利后，他又返回燕京大学读书，1947年毕业，在焦菊隐艺术馆话剧队演黄宗江的话剧《大团圆》。1948年应金山邀请赴上海从影，先后拍摄《大团圆》、《大雷雨》、《乌鸦与麻雀》等影片，其中《乌鸦与麻雀》更成为孙道临的成名作。上海战役后，进入上海电影制片厂。在半个世纪中，他在近30部电影和电视剧中担任过主角或重要角色，其中尤以《早春二月》中的萧涧秋一角为人称道。由于富于感情的嗓音，孙道临曾在《王子复仇记》、《基督山恩仇记》、《白痴》等二十余部外国影片配音，也曾于20世纪90年代末导演电影《詹天佑》。孙道临亦于1988年与姜昆、侯耀文、王刚、薛飞共同主持当届中国中央电视台春节联欢晚会。2007年2月，孙道临抱病出席了嘉善孙道临电影艺术馆的开馆仪式。
2007年12月28日上午，北京时间8点58分，因心脏病突发于上海华东医院逝世，享年86岁。胡锦涛、江泽民、温家宝、曾庆红、李长春、习近平、李克强、贺国强、王刚、王兆国、刘云山、李源潮、张高丽、李鹏、乔石、朱镕基、李瑞环、尉健行、李岚清、吴官正、华建敏、陈至立、丁关根、王太华、孙家正、胡振民、金炳华等通过各种方式表哀悼，向家属表示慰问。
2008年1月3日，孙道临的追悼会在上海市龙华殡仪馆举行，送别孙道临的普通上海市民络绎不绝。灵堂里有一个巨大荧幕，播放他生前最喜欢的舒伯特的音乐，滚动播放的是他早年电影片段，及他主持第一届上海国际电影节，参加2005年中国电影百年庆典时影像画面。大厅外有孙道临早年电影海报为背景的签名墙。上海万裕国际影城为纪念他，特别放映《早春二月》。2008年12月28日，孙道临墓地落成和铜像揭幕仪式在宋庆龄陵园名人园举行。

## 主要作品

### 银幕作品
- 1948年－《大团圆》饰 三弟
- 1949年- 《乌鸦与麻雀》 饰华洁之
- 1950年- 《民主青年进行曲》饰 方哲仁
- 1954年- 《渡江侦察记》饰 李连长
- 1955年- 《南岛风云》饰 韩承光
- 1956年- 《家》饰 觉新
- 1957年- 《不夜城》饰 张伯韩
- 1958年- 《永不消逝的电波》饰 李侠
- 1958年- 《红色的种子》饰 雷鸣
- 1961年- 《革命家庭》饰 江梅清
- 1961年- 《51号兵站》饰 政委
- 1963年- 《早春二月》饰 萧涧秋
- 1979年- 《李四光》饰 李四光
- 1982年- 《一盘没有下完的棋》饰 况易山
- 1983年- 《雷雨》饰 周朴园
- 1986年- 《非常大总统》饰 孙中山
- 1992年- 《继母》

### 配音作品
| 时间   | 名称           | 角色       |
| ------ | -------------- | ---------- |
| 1965年 | 《战争与和平》 | 旁白       |
| 1958年 | 《王子复仇记》 | 哈姆雷特   |
| 1951年 | 《列宁在1918》 | 捷尔任斯基 |

### 导演作品
| 时间   | 名称           | 备注             |
| ------ | -------------- | ---------------- |
| 2000年 | 《詹天佑》     | 与姚寿康合作导演 |
| 1992年 | 《继母》       | /                |
| 1986年 | 《非常大总统》 | 担任主演         |
| 1984年 | 《雷雨》       | 担任编剧、主演   |

## 著作
- 《走进阳光》上海人民出版社 1997-07
- 《孙道临自述》北京大学出版社  2011-09